# Георгиос Воланис
Георгиос Воланис (на гръцки: Γεώργιος Βολάνης) е гръцки революционер, деец на Гръцката въоръжена пропаганда в Македония от началото на XX век.

## Биография
Георгиос Воланис е роден през 1876 година в Лаки на остров Крит, тогава в Османската империя. Влиза с голяма гръцка чета от 175 души във вътрешността на Македония и през 1905 година действа в Костурско срещу четите на Вътрешната македоно-одринска революционна организация. В края на май 1906 година четите на Георгиос Воланис, Георгиос Канелопулос и Павлос Гипарис са разбити и дават много жертви край Сребрено в сражение с турски аскер.
През лятото на 1908 година четите на Петър Сугарев и Георгиос Воланис разбиват четата на Кръсте Данов или Ставре Богданов. в Церово Скоро след тази акция е обявена Младотурската революция.
Умира през 1924 година в Периволия на остров Крит.
В 1953 година в Солун е издигнат негов бюст, дело на скулптора Янис Канакакис (1903 - 1978).
- Йоанис Каравитис, Георгиос Воланис и Георгиос Диконимос
- Четата на Воланис (възседнал пленения кон на Дзоле Стойчев) през юли 1908 година в Битоля[8]
- Печат на Воланис
- Бюст в Солун